# Daphnis magnifica
Daphnis magnifica är en fjärilsart som beskrevs av Butler 1877. Daphnis magnifica ingår i släktet Daphnis och familjen svärmare. Inga underarter finns listade i Catalogue of Life.